# Gillersberget
Gillersberget är ett naturreservat i Härnösands kommun i Västernorrlands län.
Området är naturskyddat sedan 2016 och är 50 hektar stort. Reservatet omfattar en sydöstsluttning på Gillersberget och består mest av granskog med inslag av lövträd och av tallbevuxen hällmark i sydost.